# Kirsebær
Kirsebær (Prunus) er en slægt af træer eller buske med ca. 150 arter. Et tydeligt, fælles kendetegn er de tværgående bånd af barkporer på stammen (se billedet til højre). Slægten deles af nogle botanikere i to: de kirsebæragtige (Cerasus) og de blommeagtige (Prunus). Slægten Kirsebær bliver af nogle også kaldt for Stenfrugt-slægten.
En stenfrugt er en frugt hvor frøgemmet består af to lag: Yderst et lag blødt frugtkød, og inderst en hård skal ("stenen") som normalt rummer ét eller ganske få frø.

## Arter
Arter af slægten Prunus med tilhørende artikler:
- Mandel (Prunus amygdalus)
- Abrikos (Prunus armeniaca)
- Fuglekirsebær (Prunus avium) - herfra stammer alle sorter af sødkirsebær
- Mirabel (Prunus cerasifera) - også kaldet kirsebærblomme.
- Surkirsebær (Prunus cerasus)
- Dværgblodblomme (Prunus x cistena)
- Blomme (Prunus domestica)
- Kræge (Prunus domestica ssp. insititia)
- Dværgkirsebær (Prunus fruticosa)
- Fujikirsebær (Prunus incisa)
- Laurbærkirsebær (Prunus laurocerasus)
- Portugisisk laurbærkirsebær (Prunus lusitanica)
- Manchurisk kirsebær (Prunus maackii)
- Weichsel (Prunus mahaleb)
- Bjergkirsebær (Prunus nipponica)
- Alm. hæg (Prunus padus)
- Fersken (Prunus persica)
- Sakhalinkirsebær (Prunus sargentii)
- Glansbladet hæg (Prunus serotina)
- Tibetansk kirsebær (Prunus serrula)
- Japansk kirsebær (Prunus serrulata) - herfra stammer langt de fleste af de mange sorter af japanske Pryd-Kirsebær
- Slåen (Prunus spinosa)
- Dværgmandel (Prunus tenella)
- Rosenmandel (Prunus triloba)

Andre arter af slægten Prunus:
- Prunus africana
- Prunus alaica
- Prunus alleghaniensis
- Amerikansk blomme (Prunus americana)
- Prunus andersonii
- Prunus angustifolia
- Prunus ansu
- Prunus apetala
- Prunus arabica
- Prunus argentea
- Prunus bifrons
- Prunus bokhariensis
- Prunus brachypoda
- Prunus brahuica
- Prunus brigantina
- Prunus bucharica
- Prunus buergeriana
- Prunus campanulata
- Prunus canescens
- Prunus caroliniana
- Prunus cerasia
- Prunus cerasoides
- Prunus ceylanica
- Prunus clarofolia
- Prunus cocomilia
- Prunus concinna
- Prunus conradinae
- Prunus consociiflora
- Prunus cornuta
- Prunus cyclamina
- Kinafersken (Prunus davidiana)
- Prunus dielsiana
- Prunus eburnea
- Prunus emarginata
- Prunus fasciculata
- Prunus fenzliana
- Prunus ferganensis
- Prunus ferganica
- Prunus fremontii
- Prunus geniculata
- Prunus glandulifolia
- Kinesisk mandelkirsebær (Prunus glandulosa)
- Prunus gracilis
- Prunus grayana
- Prunus grisea
- Prunus haussknechtii
- Prunus havardii
- Prunus himalaica
- Prunus hortulana
- Prunus humilis
- Prunus ilicifolia
- Prunus incana
- Prunus jacquemontii
- Japansk mandelkirsebær ( Prunus japonica)
- Prunus jenkinsii
- Prunus kansuensis
- Prunus kuramica
- Prunus leveilleana
- Prunus lycioides
- Prunus lyonii
- Prunus mandshurica
- Prunus maritima
- Prunus maximowiczii
- Prunus mexicana
- Prunus meyeri
- Prunus microcarpa
- Prunus microphylla
- Prunus minutiflora
- Prunus mira
- Prunus mongolica
- Japanabrikos (Prunus mume)
- Prunus munsoniana
- Prunus murrayana
- Prunus myrtifolia
- Prunus napaulensis
- Prunus nigra
- Prunus obtusata
- Prunus occidentalis
- Prunus pedunculata
- Prunus pensylvanica
- Prunus petunnikowii
- Prunus phaeosticta
- Prunus pleiocerasus
- Prunus prostrata
- Yingtaokirsebær (Prunus pseudocerasus)
- Sandkirsebær (Prunus pumila)
- Prunus rivularis
- Prunus rufa
- Prunus salasii
- Japansk blomme (Prunus salicina)
- Prunus scoparia
- Prunus sellowii
- Prunus setulosa
- Prunus sibirica
- Prunus simonii
- Prunus speciosa
- Prunus spinosissima
- Prunus spinulosa
- Prunus ssiori
- Prunus stepposa
- Prunus stipulacea
- Prunus subcordata
- Higankirsebær (Prunus subhirtella)
- Prunus takasagomontana
- Prunus takesimensis
- Prunus tangutica
- Prunus texana
- Kinesisk kirsebær (Prunus tomentosa)
- Prunus trichamygdalus
- Prunus trichostoma
- Prunus turcomanica
- Prunus turcomanica
- Prunus turneriana
- Prunus umbellata
- Prunus undulata
- Prunus ursina
- Prunus vachuschtii
- Prunus verecunda
- Virginsk hæg (Prunus virginiana)
- Prunus webbii
- Prunus wilsonii
- Yoshinokirsebær (Prunus x yedoensis)
- Prunus zippeliana